# قاسم‌آباد (احمدآباد)

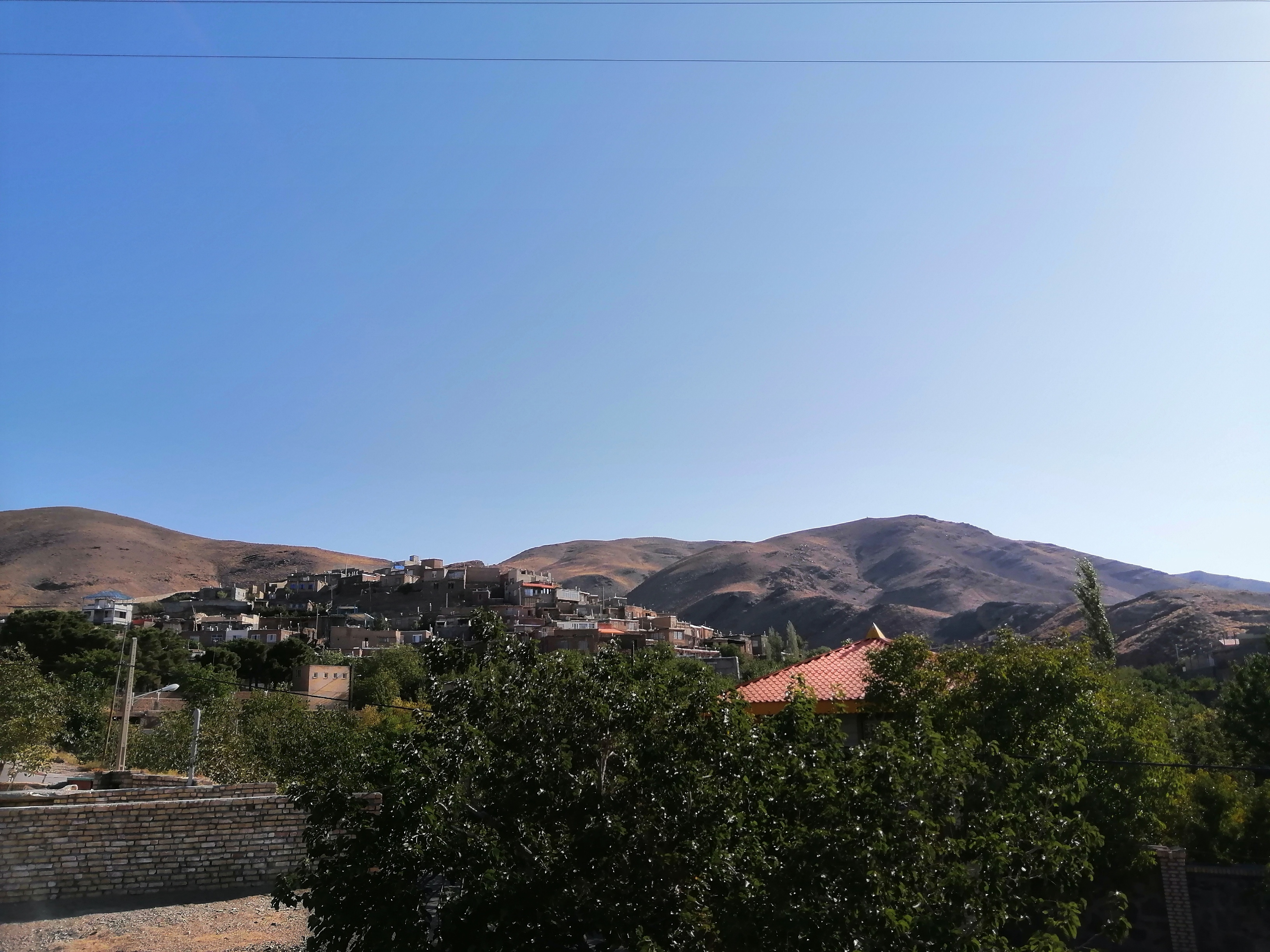
قاسم آباد بزرگ

[[
|بندانگشتی|چپ|تصویری از قاسم آباد بزرگ]]
قاسم‌آباد بزرگ روستایی در دهستان پیوه ژن بخش احمدآباد شهرستان مشهد استان خراسان رضوی ایران است که در دامنه جنوب شرقی رشته‌کوه بینالود بین دو دره دیزباد علیا و پیوه ژن از دره‌های جنوبی بینالود، قرار گرفته‌است و ارتفاع آن از سطح دریا ۱۷۵۰ متر است.
قاسم‌آباد محدود است از طرف شمال به قراء پیوژن و دیزباد علیا، از طرف خاور به قراء پیوه ژن و فخر داود و از جنوب به کلاته پیر و کلاته شوراب و از طرف باختر به قریه دیزباد علیا.
این روستا ۷۷ کیلومتر با مرکز استان، مشهد فاصله دارد که آسفالت است. 

## تاریخچه
در لغت‌نامه دهخدا زیر واژه قاسم‌آباد بزرگ این‌گونه نوشته شده‌است: "دهی است از دهستان پیوه ژن بخش فریمان شهرستان مشهد. در ۷۲هزارگزی شمال باختری فریمان و ۷هزارگزی شمال شوسه عمومی تهران به مشهد واقع و سرزمین آن کوهستانی و هوای آن معتدل است. ۱۰۶ تن سکنه دارد. آب آن از قنات و محصول آن غلات و میوه جات و تریاک و شغل اهالی زراعت است. راه مالرو دارد. (از فرهنگ جغرافیائی ایران ج ۹)."

قلعه حسن محل قدیمی ده بوده که در روی کوه نسبتاً بلندی در شمال غرب ده کنونی واقع است. این قلعه یکی از استحکامات وابسته به قلعه الموت در عصر حسن صباح است که پس از تخریب قلاع اسماعیلیه توسط هلاکوخان مغول روستا به مکان فعلی آن منتقل شده‌است.

## آب و هوا
رشته کوه بینالود از نقاط مرتفع ایران است و دره هائیکه به وجود آورده دارای آب و هوای مشابه می‌باشند. قاسم‌آباد که در دامنه جنوب شرقی این کوهستان واقع شده دارای زمستان‌های نسبتاً سرد و تابستان‌های معتدل است نزول باران از اول آبان تا اواخر خرداد ادامه دارد ولی حداکثر آن در زمستان به صورت برف است.

### باد
در قاسم‌آباد دو نوع باد دیده می‌شود که اسامی محلی آن‌ها ذکر و تشریح می‌گردد:

#### باد سیاه
باد سیاه از طرف شمال شرق می‌وزد و معمولاً وزش آن مصادف با فصل زمستان است این باد سرد و مرطوب و برف‌آور است. باد سیاه بادی است که از مرکز فشار زیاد سیبری در زمستان بسوی جنوب غرب ایران بوزش در می‌آید و در اینجا بدین نام مشهور است.

#### باد قبله یا نیشابور
باد قبله از طرف غرب و جنوب غربی در فصول مختلف می‌وزد. بادی است گرم، رطوبت را می‌گیرد و گاهی باعث تحولات جوی مخصوصاً در فصل بهار می‌گردد. علت گرم و خشک بودن آن عبور از کویر است.

### آب
دره‌های قاسم‌آباد نسبت به دو دره پیوه ژن و دیزباد بلندتر هستند. روی این وضعیت قسمتی از آب‌ها به دو دره مذکور سراریز می‌گردد. از طرفی طول دره‌های اصلی کوتاه بوده و آبی که از ذوب برف‌های زمستانی و باران بهاری تأمین می‌گردد ناچیز و در کف دره‌ها جذب می‌شود. از این رو مشکل کم‌آبی به نحو بارزی برای اهالی از اول وجود داشته و دارد. استفاده مردم از آب یا به صورت مستقیم از آب باران است یا اینکه با ایجاد قناتهایی مختصر آب جذب شده در مخازن سطحی را که بیشتر جنبه چشمه دارند مورد استفاده قرار می‌دهند.

#### اسامی قنوات
قنوات: ۱. قاسم‌آباد، ۲. بغنو، ۳. بسمه، ۴.النگ دراز، ۵. دهنو، ۶. حسین‌آباد، ۷. حسن گل، ۸.عنایت آباد ته، ۹. عنایت آباد بالا، ۱۰. جوهر ته، ۱۱. جوهر بالا، ۱۲.بدره، ۱۳. کمر زرد، ۱۴. کال گز ته، ۱۵. کال گز بالا، ۱۶. جوزده بالا، ۱۷. جوزده ته، ۱۸. شش آبه بالا، ۱۹. شش آبه ته، ۲۰.کلاته سعدی، ۲۱. کلاته ابوالحسنی، ۲۲. چاهو، ۲۳. جلال‌آباد، ۲۴. دو آغلی، ۲۵. کلاته علی مدد (حبیب الهی)، ۲۶. کلاته نو، ۲۷.ساخلاناب بالا، ۲۸. ساخلاناب ته، ۲۹. باغای ده نه، ۳۰. کلاته حسن (کندو کمر)، ۳۱. معدن ته، ۳۲. معدن بالا، ۳۳. کلاته علی بک، ۳۴. کلاته ابراهیم، ۳۵. کلاته موسی، ۳۶. کلاته لوشاب بالا، ۳۷. کلاته لوشاب ته، ۳۸. کلاته بازه چشمه، ۳۹. کلاته خدیجه بیگم، ۴۰. کلاته سمیعی، ۴۱. رودخانه و ۴۲. کلاته‌های مجاور رودخانه.
نمایی از دره ساخلاناب

## پوشش گیاهی
پوشش گیاهی در نقاط پست علفی و در مناطق کوهستانی بوته‌ای که شامل انواع خارها و گیاهانیکه در مقابل خشکی مقاومت دارند است. دشت و دمن در بهاران سبز و مملو از گل‌های صحرایی می‌شود.

درختان گیلاس، آلبالو، گردو، گلابی، سیب، بادام، زردآلو، هلو، شفتالو، توت، آلو قطره طلا، گوجه سبز و آلو بخارا از مهم‌ترین درختان مثمر این روستا می‌باشند. اما مهم‌ترین درخت مثمری که در روستا وجود دارد و نقش زیاد در درآمد اهالی دارد همان آلو بخارائی است که به صورت خشکبار و لواشک به بازار عرضه می‌شود.

درختان سپیدار، تبریزی، بید و چنار مجموعه درختان غیر مثمر این روستا است.

از بین گیاهان دارویی که در کوه‌هاو دشت‌های این روستا دیده می‌شود، می‌توان به گل زیبا، کاسنی، بارهنگ، پونه، خار مشک، قارچ، ساق ترشک، خاک شیر، ختمی، بومادران، کل پوره، شاه تره، کمای، ریواس و آویشن اشاره کرد.

## پوشش جانوری
با توجه به وسعت اراضی حدود ۴۰۰ هکتار و شرایط اقیلیمی در بهار سراسر اراضی پوشش علفی و بوته‌های پر پشتی می‌پوشاند که برای دامپروری بسیار مساعد است و چون بیشتر اراضی ناهموار بوده و آب مورد استفاده محدود به باران سالیانه است لذا کشت محدود است. در این صورت قسمت اعظم زمین‌ها در اختیار احشام قرار می‌گیرد.
گاو، گوسفند، سگ، بز از مهم‌ترین دام‌ها و حیوانات خانگی هستند، مرغ، خروس، کبوتر، بوقلمون و … از طیور خانگی هستند.

چون پوشش گیاهی این ناحیه استپی است و از جنگل اثری دیده نمی‌شود، حیوانات، متنوع و قوی الجثه نیستند. شغال، روباه، خرگوش، جوجه تیغی، مار افعی، مار جعفری، قوچ کوهی، پلنگ، گرگوگراز از جمله حیوانات وحشی و درنده‌ای هستند که در کوه‌های اطراف روستا پراکنده‌اند. کلاغ، جغد، شانه به سر، دارکوب، کلاغ سبز، کبک، سعبه، قوش، عقاب، بلدرچین از طیور وحشی موجود روستا می‌باشند.

## ساخت اجتماعی
روستا نشینان عمدتاً در بخش کشاورزی، باغداری و دامداری فعال می‌باشند علاوه بر آن در روستا کارخانه تولید مایع ظرف‌شویی گلمکان، چند سوپر، نانوایی، دفتر مخابرات، دفتر شورای اسلامی و دهیاری، خانه بهداشت، آب رسانی، شرکت تعاونی روستایی، آموزش و پرورش، مسجد صاحب الزمان (عج)، جماعت خانه اسماعیلیه و امام زاده صالح به مردم خدمات می‌دهند.

در سال‌های پس از پیروزی انقلاب با فعالیت دوره‌های مختلف شورای اسلامی و همکاری مردم سطح زندگی رشد قابل توجهی پیدا کرده و مردم از نعمت برق، آب آشامیدنی لوله‌کشی، جاده آسفالته، تلفن، پست بانک و … بهره‌مند می‌باشند ضمناً نقشه‌برداری طرح هادی و گازرسانی به روستا انجام پذیرفته و در نوبت بودجه دولتی است و ۱۲۰ نفر از ساکنان روستا اسناد مالکیت خود را دریافت نموده‌اند.

## جمعیت
بر پایه سرشماری عمومی نفوس و مسکن در سال ۱۳۹۵ جمعیت این روستا ۲۸۹ نفر (۱۱۰خانوار) بوده‌است.